# Бердимуратов Жалгасбай Карлібайович
Жалгасбай Карлібайович Бердимуратов (узб. Jalgasbay Karlibayevich Berdimuratov; нар. 27 березня 1997, Нукус, Каракалпакстан) — узбецький борець греко-римського стилю, бронзовий призер чемпіонату світу, чемпіон та бронзовий призер чемпіонатів Азії, учасник Олімпійських ігор.

## Життєпис
Вихованець коледжу Олімпійського резерву (Нукус). З 2016 року є членом Національної збірної Узбекистану. Перший та особистий тренер — Рустам Ерназаров. У складі Національної збірної тренується під керівництвом Равшана Рузікулова. У 2016 році став бронзовим призером чемпіонату Азії серед юніорів. Наступного року на цих же змаганнях піднявся сходинкою вище.

## Спортивні результати на міжнародних змаганнях

### Виступи на Олімпіадах
| Змагання                    | Збірна     | Вагова категорія                 | Місце |
| --------------------------- | ---------- | -------------------------------- | ----- |
| Літні Олімпійські ігри 2020 | Узбекистан | греко-римська боротьба, до 77 кг | 14    |

### Виступи на Чемпіонатах світу
| Змагання                        | Збірна     | Вагова категорія                 | Місце  |
| ------------------------------- | ---------- | -------------------------------- | ------ |
| Чемпіонат світу з боротьби 2019 | Узбекистан | греко-римська боротьба, до 77 кг | Бронза |
| Чемпіонат світу з боротьби 2022 | Узбекистан | греко-римська боротьба, до 82 кг | Срібло |

### Виступи на Чемпіонатах Азії
| Змагання                       | Збірна     | Вагова категорія                 | Місце  |
| ------------------------------ | ---------- | -------------------------------- | ------ |
| Чемпіонат Азії з боротьби 2018 | Узбекистан | греко-римська боротьба, до 77 кг | 5      |
| Чемпіонат Азії з боротьби 2019 | Узбекистан | греко-римська боротьба, до 82 кг | 5      |
| Чемпіонат Азії з боротьби 2020 | Узбекистан | греко-римська боротьба, до 82 кг | Бронза |
| Чемпіонат Азії з боротьби 2021 | Узбекистан | греко-римська боротьба, до 82 кг | Золото |
| Чемпіонат Азії з боротьби 2022 | Узбекистан | греко-римська боротьба, до 87 кг | Срібло |

### Виступи на інших змаганнях
| Змагання                                     | Збірна     | Вагова категорія                        | Місце  |
| -------------------------------------------- | ---------- | --------------------------------------- | ------ |
| Кубок Алроси 2016                            | Узбекистан | греко-римська боротьба, до Teamevent кг | 5      |
| Золотий Гран-прі з боротьби 2016             | Узбекистан | греко-римська боротьба, до 75 кг        | 5      |
| Турнір Івана Піддубного 2017                 | Узбекистан | греко-римська боротьба, до 75 кг        | 15     |
| Меморіал Олега Караваєва 2017                | Узбекистан | команда                                 | 5      |
| Турнір Г. Картозія і В. Балавадзе 2018       | Узбекистан | греко-римська боротьба, до 82 кг        | 5      |
| Гран-прі Загреба з боротьби 2019             | Узбекистан | греко-римська боротьба, до 82 кг        | 5      |
| Гран-прі Угорщини з боротьби 2019            | Узбекистан | греко-римська боротьба, до 82 кг        | 5      |
| Меморіал Олега Караваєва 2019                | Узбекистан | греко-римська боротьба, до 82 кг        | 5      |
| Кубок Алроси 2019                            | Узбекистан | Multiple Style Event, до G87 кг         | Бронза |
| Меморіал Маттео Пелліконе 2020               | Узбекистан | греко-римська боротьба, до 82 кг        | 5      |
| Гран-прі Загреба з боротьби 2021             | Узбекистан | греко-римська боротьба, до 77 кг        | 7      |
| Київський Міжнародний турнір з боротьби 2021 | Узбекистан | греко-римська боротьба, до 82 кг        | Бронза |
| Кубок Владислава Пітласинські 2021           | Узбекистан | греко-римська боротьба, до 82 кг        | Золото |
| Турнір Вехбі Емре і Гаміта Каплана 2022      | Узбекистан | греко-римська боротьба, до 87 кг        | 10     |
| Кубок Болата Турлиханова 2022                | Узбекистан | греко-римська боротьба, до 87 кг        | Бронза |
| Ісламські ігри солідарності 2022             | Узбекистан | греко-римська боротьба, до 87 кг        | Золото |

### Виступи на змаганнях молодших вікових груп
| Змагання                                      | Збірна     | Вагова категорія                 | Місце  |
| --------------------------------------------- | ---------- | -------------------------------- | ------ |
| Чемпіонат Азії з боротьби серед юніорів 2016  | Узбекистан | греко-римська боротьба, до 84 кг | Бронза |
| Чемпіонат світу з боротьби серед юніорів 2016 | Узбекистан | греко-римська боротьба, до 84 кг | 13     |
| Чемпіонат Азії з боротьби серед юніорів 2017  | Узбекистан | греко-римська боротьба, до 74 кг | Срібло |
| Чемпіонат світу з боротьби серед юніорів 2017 | Узбекистан | греко-римська боротьба, до 74 кг | 8      |
| Чемпіонат світу з боротьби серед молоді 2018  | Узбекистан | греко-римська боротьба, до 82 кг | 11     |